# Barney Stinson
Barnabus "Barney" Stinson (sinh năm 1975) là một nhân vật hư cấu được sáng tạo bởi Carter Bays và Craig Thomas cho loạt phim truyền hình ăn khách của đài CBS How I Met Your Mother do diễn viên Neil Patrick Harris thủ vai. Là một trong những nhân vật chính của bộ phim, Barney được biết đến như là một anh chàng độc thân, thường xuyên mặc đồ com lê và thích chơi trò bắn súng la-de. Anh ta cũng thường xuyên nghĩ ra những ý tưởng và kĩ thuật mới để thu hút phụ nữ quan hệ với mình, đây là một trong những chủ đề của phim khi xây dựng tính cách nhân vật này. Trải qua vài phần của loạt phim, Barney cũng có gắn bó với những mối quan hệ nghiêm túc.
Trong xuyên suốt loạt phim, nhân vật này được đón nhận nồng nhiệt bởi các nhà phê bình và đã được đánh giá là một trong những yếu tố góp phần sự thành công của bộ phim. Anh được biết đến nhờ luật "Lemon Law" (tạm dịch: Luật quả chanh) trong buổi hẹn đầu tiên, và tính phổ biến của khái niệm "Suit up!" và được xem là nhân vật nổi bật của bộ phim.

## Bối cảnh tạo dựng
Những nhà sáng lập nên loạt phim có nhắm nhân vật Barney vào loại hình "kiểu nhân vật John Belushi", theo lời mà Bays sau này có chia sẻ. Nhưng Megan Branman, đạo diễn tuyển chọn diễn viên của loạt phim đã mời Harris đến thử vai. Ban đầu anh chỉ đi thử vai cho vui, vì hai người là bạn và không tin mình có thể nhận được vai diễn này. Anh thử vai phân đoạn Barney chơi bắn súng la-de, mà sau đó anh vô tình trượt khỏi ghế và ngã sầm vào tường. Những nhà sản xuất đài CBS rất thích màn trình diễn của anh và anh được nhanh chóng nhận vai.

## Nhân vật
Barney Stinson là một trong năm nhân vật chính trong loạt phim truyền hình How I Met Your Mother. Anh ta ra vẻ là một người đàn ông khoảng 35 tuổi, luôn mặc áo com-lê, rất thích phụ nữ và luôn sẵn sàng đưa ra những ý kiến hay quan điểm của mình (đôi khi đây là những quan điểm giả tạo). Ngay từ đầu phim, Barney được mệnh danh là một kẻ lăng nhăng, nhiều lúc anh còn được miêu tả là "một tên sát gái chuyên nghiệp không biết mệt mỏi": trong khi đó bạn thân của anh ta, Ted Mosby lại là một người đang muốn yên ổn lập gia đình. Stinston có hẳn một bộ chiến lược và quy tắc được viết riêng để gặp gỡ phụ nữ, quan hệ với họ sau đó chia tay họ không thương tiếc. Barney còn có khiếu hài hước rất lớn, và một trong những khẩu hiệu cửa miệng của anh: True Story đã trở thành một biểu tượng nổi tiếng lan truyền trên Internet. Trải qua một vài phần của loạt phim, 4 nhân vật chính còn lại đã (hoặc đang) là cặp đôi của nhau: từ đầu câu chuyện thì Ted đang trong giai đoạn hẹn hò cùng Robin Scherbatsky, và bạn cùng nhà với Ted là Marshall Eriksen đã đính hôn và sau đó kết hôn cùng Lily Aldrin, việc này đã làm cho Stinson là người cuối cùng trong nhóm còn độc thân, chính vì thế mà Stinson luôn cảm thấy "bực bội" khi các cặp đôi khác thân thiết. Nhưng trong phần 5 của loạt phim, Barney Stinson hẹn hò với Robin. Nhưng sau đó đã chia tay vì nhận ra cả hai đều đang mắc sai lầm khi quen nhau.
Harris miêu tả Barney là mẫu người "luôn thích tạo ra những tình thế điên rồ rối rắm để rồi sau đó thì ngồi im lặng và xem hậu quả của việc đó xảy ra". Barney là một kẻ cơ hội, khi luôn dẫn dắt câu chuyện đi theo ý mình. Anh cũng có tính cạnh tranh rất cao, và sẽ cố gắng hoàn thành "thử thách" (mà đôi khi) chỉ để chứng minh mình là kẻ có giá trị. Anh cũng là một kẻ tự cao và bướng bỉnh, luôn cố gắng nói cho bằng được ý mình cho dù là bất cứ chuyện gì. Trong tập "I Heart NJ", anh từ chối bỏ nắm đấm xuống, trừ khi có ai đó đập tay với mình. Trong tập "Lucky Penny", khi không ai tin anh có thể tham gia cuộc thi chạy marathon New York vào ngày hôm sau mà không cần luyện tập, Barney ngay lập tức chấp nhận lời đề nghị đó. Cho dù anh thắng cuộc thi đó, anh cũng không thể nào đi lùi được nữa. Cho dù anh tự cho mình là một kẻ hiểu đời, Barney nhiều lúc trở nên hết sức ngây thơ, khi tin từng lời nói dối mà mẹ anh nói với anh lúc nhỏ, như việc cha ruột của anh là Bob Barker.
Barney, cũng hệt như Harris ngoài đời, là một ảo thuật gia. Anh thích diễn những trò có liên quan tới lửa như trong tập "Single Stamina" và trong tập "Intervention", anh có dùng ảo thuật để lấy lòng phụ nữ. Chiêu mà anh thường dùng để cưa cẩm phụ nữ nhất là cách anh nói dối một cách rất tinh vi về bản thân mình, và thường xuyên sử dụng nhiều biệt danh. Rất nhiều chiêu của anh được trích từ một quyển sách tên là "The Playbook" (tạm dịch: Quyển bí kíp), được ra mắt lần đầu vào tập "The Playbook". Anh có phạm phải nhiều vấn đề, như là một bằng chứng miễn cưỡng cho chuyện tình cùng Robin, và cô cũng là một trong những nhân vật đã hẹn hò cùng anh ngay từ khi bộ phim bắt đầu.
Barney cũng là người tiếp cận với giới thượng lưu và là người theo kịp thời đại nhất của cả nhóm. Anh thường hay mua những món hàng xa xỉ - như chiếc vé tàu cuối cùng đến San Francisco, chi cả ngàn đô-la chỉ với những con tem - trong một thời gian ngắn. Anh cũng là người khá "điệu đà"; khi cạo hết lông ngực của mình, thích làm móng, có kiến thức sâu về việc thiết kế thương hiệu và là người sành ăn. Thế nhưng, anh lại có vấn đề khi thường mất kiểm soát khi chơi đánh bạc, trong tập Atlantic City và "Monday Night Football".
Craig Thomas có lần chia sẻ rằng nhân vật Barney thật ra là "một gã mỏng manh, rất sợ khi phải cô độc một mình. Anh ta chỉ muốn mọi người quý mến anh ta, là người quan trọng của tất cả, và là người truyền dạy lại cho các đồ đệ khác." Anh nhiều lần trở nên nhẹ nhàng và tốt bụng, như khi ngăn Marshall không được ngủ với người phụ nữ khác khi chia tay Lily, và thuyết phục Lily trở lại với Marshall.
Trong tập "The Slutty Pumpkin Returns", Barney biết được mình có 1/4 gốc Canada, đó là nỗi kinh sợ và xấu hổ của anh.
Trong suốt loạt phim, luôn có một diễn viên chính khác tiến triển cùng Barney: Đầu bộ phim, vai của anh là một kẻ lăng nhăng khi hoàn toàn chỉ muốn chuyện chăn gối và phụ nữ mà không hề muốn hẹn hò và yêu đương chính thức. Cho dù anh đã hẹn hò với Robin ở phần 5, anh tiếp tục quay lại với con người cũ của mình ngay sau khi họ chia tay. Trong phần 6 và 7, anh bắt đầu phải đối diện với những vấn đề riêng tư của mình, như mối quan hệ với người cha lạnh lùng và nỗi sợ của anh về việc phạm tội. Ở cuối phần 7, anh cuối cùng cũng "trưởng thành", và suy nghĩ về việc ổn định cuộc sống và kết hôn, cùng với cô bạn gái lúc đó, Quinn. Cho dù anh có hoảng loạn sau khi chia tay Quinn, anh cũng thực hiện được một vài điều chứng tỏ sự "trưởng thành" của mình khi tự tay đốt cuốn "Playbook" và cầu hôn Robin trong 2 tập phần 8, "The Final Page," sau khi anh thừa nhận mình vẫn còn yêu cô. Robin chấp nhận lời cầu hôn và dự định cho đám cưới ở nửa phần sau của phần 8.
Mùa cuối trải dài trong tuần diễn ra đám cưới của Barney và Robin. Sau khi họ đã tìm hiểu nhau rõ hơn, cuối cùng họ cũng lấy nhau trong tập "The End of the Aisle", nơi mà Barney thề sẽ luôn thành thật với Robin. Trong tập cuối "Last Forever", sau ba năm chung sống, họ quyết định li hôn vì Robin luôn bận bịu với công việc khiến hai người khó có thời gian gần nhau. Barney lại trở về cách sống lăng nhăng trước đây, cho đến khi một cô gái tình-một-đêm của anh có thai. Anh ghét bỏ ý định làm cha cho đến khi con gái của anh - Ellie - ra đời. Anh yêu con bé ngay từ ánh nhìn đầu tiên, và anh trở thành người cha tận tâm với đứa bé. Anh vẫn đi chơi với cả nhóm lần cuối vào năm 2020 khi Ted cưới Tracy McConnell, nhân vật người Mẹ của câu chuyện.

### Thời thơ ấu và gia đình
Năm sinh của Barney được tiết lộ từ ba nguồn: trong tập "Natural History", Barney khẳng định mình tròn 6 tuổi hồi 23 tháng 7 năm 1981. Vậy là sinh nhật anh giữa ngày 24 tháng 7 năm 1974 và 23 tháng 7 năm 1975; trong tập "Zoo or False", Ted nói Barney sinh sau 7 năm ngày con người đặt chân lên Mặt trăng (vào tháng 7 năm 1969), nghĩa là sinh nhật anh vào năm 1976; trong tập "Game Night" và "The Yips", Barney 23 tuổi vào năm 1998, tức Barney sinh năm 1975. Anh được lớn lên tại Port Richmond, Staten Island, cùng mẹ của mình - bà Loretta (do Megan Mullally lồng tiếng khi còn trẻ), được thể hiện bởi Frances Conroy, là một người phụ nữ lẳng lơ. Cha của anh ban đầu là một ẩn số của loạt phim. Khi Barney còn trẻ, khi anh hỏi mẹ mình danh tính của người cha thì bà lại chỉ vào Bob Barker trong chương trình "Hãy chọn giá đúng" đang phát trên TV và nói "Ồ, mẹ cũng không biết nữa. Chính là ông ấy." Barney tin vào lời nói dối ấy thật lòng, và sau nhiều năm, khi thấy Barker trên truyền hình quốc gia, anh rất kích động và không thể vượt qua chuyện ông ấy không phải là cha mình trong tập "Showdown". Khi còn nhỏ, Barney chơi thể thao rất tệ, và trong vài tập có hé lộ anh đã từng có rất ít bạn bè (có một cảnh cho thấy không ai đến dự tiệc sinh nhật của anh). Trong tập "The Leap", Lily tiết lộ hồi còn nhỏ, Barney từng theo đuổi trở thành nghệ sĩ chơi vĩ cầm.
Trong tập "Natural History", Barney biết được tin một người ông tên là Jerome Whittaker, người mà Barney cứ đinh ninh là chú của anh, ký tờ đơn khẳng định mình là cha Barney. Anh cuối cùng cũng gặp được Jerome (John Lithgow) lần nữa trong tập "Legendaddy" và biết được ông chính là cha mình. Từ khi gặp nhau, Jerome cảm thấy rất áp lực khi cố gắng giả vờ mình cũng là một gã tự tin, lăng nhăng như Barney để làm anh ấy ấn tượng, và cũng vì Barney từ chối gặp ông bằng bất cứ giá nào. Barney bị suy sụp và kết tội ông vì đã bỏ rơi anh (mẹ của Barney đã cấm Jerome không được gặp Barney khi ông đang còn sử dụng ma tuý và lối sống lệch lạc). Jerome xin lỗi và nài xin Barney để ông trở thành một phần trong đời anh. Sau đó trong phần 6, tập "Hopeless", Jerome cố gắng làm Barney ấn tượng khi giả vờ trở về con người tha hoá xưa kia của mình, nhưng sau đó ông tiết lộ mình chỉ giả vờ. Barney, dù vậy, vẫn nghe lời ông về việc ổn định cuộc sống.
Barney có 3 anh chị em khác nhau: James (do Wayne Brady thủ vai), người anh người đồng tính người Mỹ-Phi cùng mẹ khác cha, đã nhận nuôi một đứa bé trai và bé gái (trong tập "The Rebound Girl"); Carley (do Ashley Benson thủ vai), một sinh viên đại học và là người em cùng cha khác mẹ mà Ted cưa cẩm ngay trước mặt Barney trong tập "Ring Up!"; và Jerome Jr. (JJ), một người em cùng cha khác mẹ nữa, chỉ mới 11 tuổi. Anh có một cô em họ tên là Leslie, người vô tình nhảy cùng anh trong hộp đêm, trong tập "Okay Awesome".

### Tình trạng học vấn
Trong suốt bộ phim, Barney khẳng định mình có học tại trường MIT; Trong phần cuối, Barney giải thích MIT chỉ là một hội các ảo thuật gia (Magicians Institute of Teaneck) chứ không phải Trường Học Công nghệ Thông tin (Massachusetts Institute of Technology) như mọi người nghĩ. Anh từng mặc một chiếc áo thun in chữ Cornell Big Red, để tự nhắc mình đã có thể học ở đó.

### Cuộc sống nghiêm túc trước năm 2005 ("Tập phim đầu tiên")
Tập "Game Night" hé lộ Barney từng là một thanh niên ngây thơ và duy tâm, muốn gia nhập tổ chức Peace Corps cùng với cô bạn gái chính thức đầu tiên của anh, Shannon. Khi cô bỏ anh theo một gã lăng nhăng mặc áo com-lê, James sắp xếp cho Barney mất đi lần đầu đời của mình cho một người bạn của mẹ anh ta, Rhonda "the Man Maker" French, lúc anh 23 tuổi. Sau khi qua đêm cùng Rhonda và ngỡ rằng anh đã làm bà ta thoả mãn, anh trở thành một tên lăng nhăng mặc áo com-lê, thậm chí còn đi xa hơn khi dùng một số câu cửa miệng nổi tiếng của những kẻ đối nghịch mình. Anh sống dựa vào một quyển gọi là Bro Code (tạm dịch: Luật bằng hữu).
Barney cũng được tiết lộ có vấn đề rất tệ trong việc đánh bạc, được thừa hưởng từ mẹ anh, một tay chơi bài đẳng cấp. Trong tập "Atlantic City" có hé lộ rằng anh bị thua hết tiền tiết kiệm cả đời của mình trong một bàn chơi kiểu Trung Hoa. Anh cũng thua luôn từng bàn một sau vụ cá độ ở Super Bowl.

### Cuộc sống theo diễn biến phim (2005–hiện tại)
Hình ảnh tốt bụng, hiền dịu của Barney không thường xuyên xuất hiện. Khi Marshall và Lily phá vỡ lời đính hôn trong phần 1, Barney ngăn mọi phụ nữ khỏi Marshall để Marshall còn có thể thật lòng với người phụ nữ anh yêu. Sau đó,chính Barney là người thuyết phục Lily quay lại New York, thậm chí mua luôn cho cô vé khứ hồi về nước. Mối quan hệ giữa Barney và những người phụ nữ khác trải dài xuyên suốt bộ phim; trong những phần sau này, anh bắt đầu khao khát một mối quan hệ lâu dài, khi cầu hôn cả Quinn Garvey và Robin Scherbatsky. Anh cũng được biết tới trong việc viết blog.

### Công việc
Trong suốt bộ phim, Barney thường từ chối khai mình làm công việc gì để kiếm sống, luôn làm lơ với những câu hỏi về công việc của anh với cụm từ "Please". Trong phần 9 tập "Unpause", khi say, anh tiết lộ mình làm công việc của một P.L.E.A.S.E - Provide Legal Exculpation And Sign Everything (tạm dịch: Người Cung Cấp Bằng Chứng Vô Tội và Ký Tất Cả Giấy Tờ), khi công ty của anh buộc anh vào những công việc bất chính mà họ tham gia.

## Sự xuất hiện ngoài bộ phimHow I Met Your Mother
Năm 2008, quyển sách The Bro Code, được cho là viết bởi Barney, được xuất bản.

## Các mối quan hệ

### Ted Mosby
Ted và Barney gặp nhau lần đầu tại nhà vệ sinh quán McLaren's năm 2001, và Barney tự nói mình sẽ dạy Ted sống như thế nào mới phải đạo. Barney tin anh là bạn thân nhất của Ted, và luôn hành xử như là một anh em yểm trợ cho anh, thường hay giới thiệu anh cho các cô gái khác bằng trò chơi "Have You Met Ted?" (tạm dịch: Cô đã gặp Ted bao giờ chưa?). Khi Barney thú nhận lên giường với Robin, Ted hung hãn mắng anh rồi muốn chấm dứt tình bạn với anh. Barney cố tìm một ai khác thay thế vai trò yểm trợ để làm anh quên đi cảm giác đau khổ khi mất một người bạn như Ted. Họ làm bạn trở lại khi Barney bị xe buýt đâm và phải vào bệnh viện sau khi Ted gặp tai nạn xe Taxi. Tình bạn Ted và Barney kéo dài cho đến tương lai: con tương lai của Ted biết đến anh như là "Chú Barney", trong tập "Challenge Accepted", Ted sẽ là phù rể trong đám cưới của Barney, và Barney cũng đã được gặp người Mẹ trước Ted. Cho dù cả hai đều có tình cảm với Robin, nhưng Ted lại hay nhường cơ hội lại cho Barney.

### Robin Scherbatsky
Mối quan hệ giữa Robin và Barney được xem như là mối quan hệ tình cảm chính thức lớn thứ hai của anh. Người tình đầu tiên của anh là Shannon, trong tập "Game Night". Sau khi chia tay với Robin, anh bắt đầu quen Nora và sau đó là Quinn Garvey trước khi quay lại với Robin.
Barney và Robin lên giường với nhau lần đầu tiên trong tập "Sandcastles in the Sand", điều khiến tình bạn giữa Ted và Barney rạn vỡ, mà sau đó ở cuối phần 3, họ làm lành trở lại. Sau nhiều lần hợp tan, anh cũng cầu hôn Robin trong tập "The Final Page", khi mà anh tiết lộ chiêu cuối cùng trong quyển "The Playbook" là "The Robin". Anh dàn xếp nhiều chuyện, bao gồm mối quan hệ giả của anh cùng Patrice, để đến được thời khắc đính hôn cùng cô. Robin đồng ý lời cầu hôn của anh.
Họ đã bàn tính về lễ cưới của mình trong nửa cuối phần 8. Và trong phần 9, câu chuyện được trải dài trong tuần diễn ra đám cưới của hai người. Tập cuối hé lộ rằng cả hai đã ly hôn sau ba năm chung sống.

### Lily Aldrin
Barney luôn có tình cảm về tình dục khá mơ hồ về Lily, anh thường hay tán tỉnh cô ngay trước mặt Marshall. Và cho dù cô luôn bị làm phiền và có cảm giác kinh tởm về tính ngạo mạn và tình cảm kì lạ của anh, Lily vẫn luôn quan tâm đến Barney, cô đã từng gọi anh là "một trong những đứa bạn thân nhất" của mình.

### Marshall Eriksen
Marshall và Barney là những người bạn thân, cho dù Marshall đôi lúc khá tức tối vì những hành động của Barney. Barney cũng luôn ghen tức và tranh giành vị trí bạn thân nhất của Ted với Marshall.

### Nora
Trong tập "Desperation Day", Barney gặp Nora, bạn đồng nghiệp của Robin tại World Wide News. Anh ngay lập tức có cảm tình với cô và nói dối mình muốn ổn định cuộc sống để lên giường cùng cô. Nhờ sự giúp đỡ của Robin mà cả hai đã vượt qua nhiều chuyện để trở thành một trong những mối tình chính thức của Barney.
Họ chia tay vì Barney lén lút cô để quan hệ với Robin.

### James Stinson
James là anh trai cùng mẹ khác cha, người đồng tính da đen của Barney. Anh sống cùng hai đứa con nuôi của mình. Cũng giống như Barney, anh thích chơi trò Bắn Súng La-de, mặc áo com lê và quản lý một trang blog. Anh biết được cha ruột mình vào năm 2010, khi mẹ mình dọn nhà và tìm thấy ở đằng sau tấm ảnh cũ dòng chữ "con trai anh", được ghi địa chỉ đến nhà của ông Sam Gibbs. Anh sau đó đã đoàn tụ với cha mình.

### Loretta Stinson
Bà là mẹ của Barney Stinson. Khi còn trẻ, bà thường qua đêm với rất nhiều người. Và kết quả là Barney và James không biết cha mình là ai. Bà cũng thường nói dối rất tinh vi cho con của mình để che đậy những tin buồn.

### Sam Gibbs
Là cha của anh trai James, ông làm mục sư tại nhà thờ Long Island, để giúp đỡ mọi người tự lập, cung cấp thức ăn, chỗ ở, quần áo và các buổi phỏng vấn xin việc.

### Jerome Whittaker
Khi còn nhỏ, Barney tin rằng Jerome là "chú Jerry" của mình mỗi khi ông có dịp đến chơi với anh. Cho đến khi ông ký một tờ đơn khẳng định mình là cha của anh. Họ đoàn tụ cùng nhau trong phần 6. Ông và vợ sau của mình cũng đến tham dự buổi đám cưới của Barney.

### Quinn Garvey
Trong phần 7, Barney có gặp và phải lòng một vũ nữ thoát y tên là Quinn, anh cố gắng làm quen với cô, mà sau này họ đính hôn và khiến Robin buồn bã. Cuối phần 7, Barney và Quinn dừng việc đính hôn lại khi họ nhận ra mình không thể tin nhau được nữa.

## Câu nói nổi tiếng
- "Suit up!"
  - Xuất hiện lần đầu: "Tập phim mở đầu"
  - Các câu liên quan: "Flight suit up!", "Snow suit up!", "I even penguin suited up for you!", "Slut up!", "birthday suiting up!"
  - Sức ảnh hưởng: đã dẫn đến sự thành lập ngày quốc tế Suit-Up[12] trên Facebook.
- "Legend-wait for it-dary!"
  - Các lần xuất hiện: cuối phần 2 anh nói "Legen — wait for it...", và mở đầu phần 3 bằng từ "...Dary!".
  - Các câu liên quan: "It's gonna be legen — wait for it... and I hope you're not lactose intolerant because the second half of that word is DARY!", "Legen — wait for it... — dary adjacent. Legendary adjacent."
  - Sức ảnh hưởng: Tên lót của đứa con đầu lòng của Marshall và Lily tên là "Wait For It".
- Trò chơi "Haaaaaave you met Ted?"
  - Ý nghĩa: được trích ra từ ngoài đời thực của tác giả Thomas, khi một người bạn của anh thường hay dùng câu tương tự để gạ gẫm phụ nữ.
- "True story"
- "Please."
- "I've got a ____ guy."
  - Các câu liên quan: "I got some local monks to record this -- Yeah, I got a monk guy.", "baby guy".
- "Awesome".
  - Các câu liên quan: "When I get sad I stop being sad and be AWESOME instead. True story!", "Whenever I start feeling sick, I stop being sick and be awesome instead."
- Hi-fives
  - Các câu liên quan: 'Relapse five', 'Phone five', 'Cell Five' 'Tiny five', 'Freeze-frame high-five', 'hypothetical high-five', 'wordplay five', 'arthritis five', 'self five', 'foot five', 'claw five', 'solemn low-five', 'door five', 'Motility-five' và 'high-six', "high twos".
- "What up!"
- "Challenge accepted"
- "Get your head out of your ass, Lily."
- "I'm only had One rule....unless she's hot".

## Tiếp nhận
Barney là một trong những lý do chính giúp cho bộ phim đạt thành công. Anh cũng là một trong những nhân vật phổ biến nhất của loạt phim và được yêu thích nhất nhờ vào những câu nói nổi tiếng. Năm 2006, TV Land liệt câu nói "Suit Up" trong danh sách "100 Câu nói nổi tiếng nhất". Vào tháng 6 năm 2010, tờ Entertainment Weekly ghi danh anh trong danh sách "100 Nhân vật xuất sắc nhất trong 20 năm qua". Anh cũng đứng thứ 4 trong danh sách "20 Nhân vật xuất sắc nhất năm 2011". Harris cũng được đề cử cho Giải Emmy 4 năm liền từ năm 2007–10, cho hạng mục "Nam diễn viên phụ phim hài truyền hình nổi bật".